# Tênis nos Jogos Olímpicos de Verão de 2020 - Qualificação
Este artigo detalha a fase de qualificação do tênis nos Jogos Olímpicos de Verão de 2020. (As Olimpíadas foram adiadas para 2021 devido à pandemia de COVID-19). A qualificação será determinada primariamente com base no ranking da Associação dos Tenistas Profissionais (ATP) e da Women's Tennis Association (WTA).

## Critérios de qualificação
O principal critério de qualificação será a posição de atletas nos rankings da ATP e da WTA publicados em 14 de junho de 2021 (após o Torneio de Roland Garros de 2021). Os jogadores qualificados foram formalmente submetidos pela International Tennis Federation. Os rankings da ATP e da WTA foram baseados no desempenho nas últimas 52 semanas, e houve diversos torneios no período de dois meses entre o fechamento do ranking para entradas e o início do torneio de tênis nas Olimpíadas. Os jogadores deveriam ter feito parte da equipe em três disputas da Copa Billie Jean King (mulheres) ou Copa Davis (homens) entre 2016 e 2020. Este requerimento foi reduzido para dois eventos das Copas Fed/Davis durante o ciclo olímpico de 2016 a 2020 se sua nação competiu apenas na fase de grupos do Zonal por três dos quatro anos ou se jogador representou sua nação por pelo menos vinte vezes. Todos os jogadores deveriam ter feito parte da equipe em um torneio da CopaFed/Davis em 2019 ou 2020 e deveriam ter um bom relacionamento com seu Comitê Olímpico Nacional.
Cada Comitê Olímpico Nacional (CON) poderia inscrever até seis homens e seis mulheres, como máximo de quatro entradas nos torneios individuais e duas duplas nos torneios de duplas. Um total de 172 atletas qualificaram para a competição.
Para as competições de simples, os principais 56 jogadores no ranking mundial da ATP e da WTA estiveram qualificados para os Jogos. A entrada, todavia, foi limitada a quatro jogadores de um país. Isto significa que jogadores entre os 56 melhores, porém de CONs com o limite atingido, não conquistaram a vaga, o que permitiu a qualificação de atletas fora do grupo de 56 atletas, porém de países com menos do que quatro tenistas já qualificados. Um jogador só poderia participar se tiver ficado disponível para convocação por seu país na Copa Davis ou na Copa Billie Jean King por dois dos seguintes anos: 2017, 2018, 2019, e 2020–21, com um dos anos sendo 2019 ou 2020–21. Seis das oito vagas restantes foram alocadas por continente: duas pelos Jogos Pan-Americanos de 2019, uma pelos Jogos Asiáticos de 2018, uma pelos Jogos Pan-Africanos de 2019 e uma cada para os jogadores de melhor ranking da Europa e da Oceania, contanto que de um CON sem outros tenistas qualificados. As últimas duas vagas ficaram reservadas, sendo uma para o país-sede e uma para  um antigo medalhista de ouro olímpico ou campeão de Grand Slam.
Nos torneios de duplas masculinas e femininas, 32 duplas qualificaram. Até 10 vagas foram reservadas para jogadores entre os 10 primeiros do ranking de duplas, que poderiam escolher qualquer jogador de seu CON dentro dos 300 melhores do ranking. As vagas foram, então, alocadas para as duplas com o melhor ranking combinado, até que 24 duplas tivessem sido qualificadas. Se a cota de 86 jogadores no gênero relevante ainda não tivesse sido atingida, vagas adicionais continuariam sendo alocadas conforme o ranking combinado. Uma vez que a cota tenha sido atingida, as equipes restantes deveriam ser formadas por jogadores qualificados para o torneio de simples, com melhor ranking combinado. Se isto resultasse em menos de 32 equipes, vagas adicionais seriam entregues a duplas com um jogador qualificado em simples, seguido por duplas restantes sem jogadores de simples, se necessário. Uma vaga de duplas por gênero ficou reservada para o país-sede.
Nenhuma vaga ficou disponível para as duplas mistas; em vez disso, todas as duplas deveriam consistir em jogadores já qualificados para simples ou duplas. As 15 duplas de melhor ranking combinado e o país-sede qualificaram.

## Jogadores qualificados
| a | Jogador não participou por lesão, por escolha própria ou por não ser selecionado pela federação |
| b | Jogador não atingiu os critérios de representação das Copas Fed / Davis                         |
| c | Jogador inelegível devido ao limite por nação                                                   |
| d | Jogador aposentado do esporte                                                                   |
| e | Jogador recebeu dispensa especial dos critérios da Copa Davis / Fed pela ITF                    |

### Simples masculino
| 1                                                 | 1         | Novak Djokovic                       | SRB Sérvia          | 12,113                    | 1                         |
| 2                                                 | 2         | Daniil Medvedev                      | RUS Rússia          | 10,143                    | 1                         |
| a                                                 | 3         | Rafael Nadal                         | ESP Espanha         | 8,630                     | –                         |
| 3                                                 | 4         | Stefanos Tsitsipas                   | GRE Grécia          | 7,980                     | 1                         |
| a                                                 | 5         | Dominic Thiem                        | AUT Áustria         | 7,425                     | –                         |
| 4                                                 | 6         | Alexander Zverev                     | GER Alemanha        | 7,350                     | 1                         |
| 5                                                 | 7         | Andrey Rublev                        | RUS Rússia          | 5,910                     | 2                         |
| 6                                                 | 8         | Roger Federer                        | SUI Suíça           | 5,065                     | 1                         |
| 7                                                 | 9         | Matteo Berrettini                    | ITA Itália          | 4,103                     | 1                         |
| a                                                 | 10        | Roberto Bautista Agut                | ESP Espanha         | 3,170                     | –                         |
| 8                                                 | 11        | Diego Schwartzman                    | ARG Argentina       | 3,105                     | 1                         |
| 9                                                 | 12        | Pablo Carreño Busta                  | ESP Espanha         | 2,905                     | 1                         |
| 10                                                | 13        | David Goffin                         | BEL Bélgica         | 2,830                     | 1                         |
| a                                                 | 14        | Denis Shapovalov                     | CAN Canadá          | 2,780                     | –                         |
| a                                                 | 15        | Casper Ruud                          | NOR Noruega         | 2,690                     | –                         |
| 11                                                | 16        | Gaël Monfils                         | FRA França          | 2,568                     | 1                         |
| 12                                                | 17        | Hubert Hurkacz                       | POL Polônia         | 2,533                     | 1                         |
| a                                                 | 18        | Milos Raonic                         | CAN Canadá          | 2,473                     | –                         |
| a                                                 | 19        | Cristian Garín                       | CHI Chile           | 2,440                     | –                         |
| b                                                 | 20        | Grigor Dimitrov                      | BUL Bulgária        | 2,431                     | –                         |
| 13                                                | 21        | Félix Auger-Aliassime                | CAN Canadá          | 2,423                     | 1                         |
| 14                                                | 22        | Alex de Minaur                       | AUS Austrália       | 2,350                     | 1                         |
| 15                                                | 23        | Jannik Sinner                        | ITA Itália          | 2,320                     | 2                         |
| 16e                                               | 24        | Aslan Karatsev                       | RUS Rússia          | 2,274                     | 3                         |
| 17                                                | 25        | Daniel Evans                         | GBR Grã-Bretanha    | 2,106                     | 1                         |
| 18                                                | 26        | Lorenzo Sonego                       | ITA Itália          | 2,042                     | 3                         |
| 19                                                | 27        | Karen Khachanov                      | RUS Rússia          | 2,010                     | 4                         |
| a                                                 | 28        | Stan Wawrinka                        | SUI Suíça           | 1,966                     | –                         |
| 20                                                | 29        | Fabio Fognini                        | ITA Itália          | 1,843                     | 4                         |
| 21                                                | 30        | Nikoloz Basilashvili                 | GEO Geórgia         | 1,820                     | 1                         |
| 22                                                | 31        | Ugo Humbert                          | FRA França          | 1,815                     | 2                         |
| a                                                 | 32        | Reilly Opelka                        | USA Estados Unidos  | 1,806                     | –                         |
| a                                                 | 33        | John Isner                           | USA Estados Unidos  | 1,775                     | –                         |
| a                                                 | 34        | Borna Ćorić                          | CRO Croácia         | 1,758                     | –                         |
| 23                                                | 35        | Alejandro Davidovich Fokina          | ESP Espanha         | 1,723                     | 2                         |
| a                                                 | 36        | Taylor Fritz                         | USA Estados Unidos  | 1,715                     | –                         |
| 24                                                | 37        | Marin Čilić                          | CRO Croácia         | 1,615                     | 1                         |
| a                                                 | 38        | Albert Ramos Viñolas                 | ESP Espanha         | 1,595                     | –                         |
| 25                                                | 39        | Alexander Bublik                     | KAZ Cazaquistão     | 1,591                     | 1                         |
| a                                                 | 40        | Dušan Lajović                        | SRB Sérvia          | 1,540                     | –                         |
| a                                                 | 41        | Cameron Norrie                       | GBR Grã-Bretanha    | 1,510                     | –                         |
| a                                                 | 42        | Adrian Mannarino                     | FRA França          | 1,501                     | –                         |
| 26                                                | 43        | John Millman                         | AUS Austrália       | 1,496                     | 2                         |
| a                                                 | 44        | Filip Krajinović                     | SRB Sérvia          | 1,479                     | –                         |
| 27                                                | 45        | Jan-Lennard Struff                   | GER Alemanha        | 1,455                     | 2                         |
| a                                                 | 46        | Benoît Paire                         | FRA França          | 1,387                     | –                         |
| 28                                                | 47        | Miomir Kecmanović                    | SRB Sérvia          | 1,384                     | 2                         |
| a                                                 | 48        | Federico Delbonis                    | ARG Argentina       | 1,360                     | –                         |
| 29                                                | 49        | Márton Fucsovics                     | HUN Hungria         | 1,344                     | 1                         |
| 30e                                               | 50        | Tommy Paul                           | USA Estados Unidos  | 1,225                     | 1                         |
| a                                                 | 51        | Lloyd Harris                         | RSA África do Sul   | 1,198                     | –                         |
| b                                                 | 52        | Sebastian Korda                      | USA Estados Unidos  | 1,187                     | –                         |
| 31                                                | 53        | Dominik Koepfer                      | GER Alemanha        | 1,170                     | 3                         |
| a                                                 | 54        | Richard Gasquet                      | FRA França          | 1,168                     | –                         |
| a                                                 | 55        | Laslo Đere                           | SRB Sérvia          | 1,168                     | –                         |
| 32                                                | 56        | Yoshihito Nishioka                   | JPN Japão           | 1,142                     | 1                         |
| 33                                                | 57        | Kei Nishikori                        | JPN Japão           | 1,138                     | 2                         |
| 34                                                | 58        | Nick Kyrgios                         | AUS Austrália       | 1,135                     | 3                         |
| 35                                                | 59        | Jérémy Chardy                        | FRA França          | 1,133                     | 3                         |
| b                                                 | 60        | Aljaž Bedene                         | SLO Eslovênia       | 1,121                     | –                         |
| bc                                                | 61        | Lorenzo Musetti                      | ITA Itália          | 1,120                     | –                         |
| a                                                 | 62        | Guido Pella                          | ARG Argentina       | 1,114                     | –                         |
| a                                                 | 63        | Sam Querrey                          | USA Estados Unidos  | 1,113                     | –                         |
| a                                                 | 64        | Feliciano López                      | ESP Espanha         | 1,080                     | –                         |
| 36                                                | 65        | Frances Tiafoe                       | USA Estados Unidos  | 1,078                     | 2                         |
| 37                                                | 66        | Vasek Pospisil                       | CAN Canadá          | 1,033                     | 2                         |
| a                                                 | 67        | Alexei Popyrin                       | AUS Austrália       | 1,030                     | –                         |
| 38e                                               | 68        | Tennys Sandgren                      | USA Estados Unidos  | 1,011                     | 3                         |
| b                                                 | 69        | Jaume Munar                          | ESP Espanha         | 1,009                     | –                         |
| 39e                                               | 70        | Pablo Andújar                        | ESP Espanha         | 1,005                     | 3                         |
| 40                                                | 71        | Gilles Simon                         | FRA França          | 973                       | 4                         |
| 41                                                | 71PR(624) | Lu Yen-hsun                          | TPE Taipé Chinês    | 45                        | 1                         |
| a                                                 | 72        | Steve Johnson                        | USA Estados Unidos  | 958                       | –                         |
| a                                                 | 73        | Jiří Veselý                          | CZE República Checa | 954                       | –                         |
| a                                                 | 74        | Emil Ruusuvuori                      | FIN Finlândia       | 951                       | –                         |
| 42e                                               | 75        | Marcos Giron                         | USA Estados Unidos  | 945                       | 4                         |
| 43                                                | 76        | Egor Gerasimov                       | BLR Bielorrússia    | 937                       | 1                         |
| a                                                 | 77        | Kyle Edmund                          | GBR Grã-Bretanha    | 935                       | –                         |
| b                                                 | 78        | Carlos Alcaraz                       | ESP Espanha         | 924                       | –                         |
| 44                                                | 79        | Kwon Soon-woo                        | KOR Coreia do Sul   | 921                       | 1                         |
| c                                                 | 80        | Jo-Wilfried Tsonga                   | FRA França          | 902                       | –                         |
| a                                                 | 81        | Jordan Thompson                      | AUS Austrália       | 900                       | –                         |
| c                                                 | 82        | Gianluca Mager                       | ITA Itália          | 893                       | –                         |
| 45                                                | 83        | Thiago Monteiro                      | BRA Brasil          | 891                       | 1                         |
| a                                                 | 84        | Ričardas Berankis                    | LTU Lituânia        | 884                       | –                         |
| 46                                                | 85        | Pablo Cuevas                         | URU Uruguai         | 881                       | 1                         |
| bc                                                | 86        | Marco Cecchinato                     | ITA Itália          | 878                       | –                         |
| c                                                 | 87        | Pierre-Hugues Herbert                | FRA França          | 875                       | –                         |
| c                                                 | 88        | Stefano Travaglia                    | ITA Itália          | 870                       | –                         |
| 47                                                | 89        | Norbert Gombos                       | SVK Eslováquia      | 867                       | 1                         |
| c                                                 | 90        | Andreas Seppi                        | ITA Itália          | 856                       | –                         |
| 48                                                | 91        | James Duckworth                      | AUS Austrália       | 856                       | 4                         |
| 49                                                | 92        | Ilya Ivashka                         | BLR Bielorrússia    | 855                       | 2                         |
| a                                                 | 93        | Radu Albot                           | MDA Moldávia        | 848                       | –                         |
| bc                                                | 94        | Corentin Moutet                      | FRA França          | 838                       | –                         |
| c                                                 | 95        | Lucas Pouille                        | FRA França          | 835                       | –                         |
| 50                                                | 96        | Facundo Bagnis                       | ARG Argentina       | 828                       | 2                         |
| 51                                                | 96PR(128) | Philipp Kohlschreiber                | GER Alemanha        | 617                       | 4                         |
| bc                                                | 97        | Salvatore Caruso                     | ITA Itália          | 814                       | –                         |
| a                                                 | 98        | Mikael Ymer                          | SWE Suécia          | 796                       | –                         |
| bc                                                | 99        | Yannick Hanfmann                     | GER Alemanha        | 793                       | –                         |
| 52e                                               | 100       | Roberto Carballés Baena              | ESP Espanha         | 786                       | 4                         |
| b                                                 | 101       | Kevin Anderson                       | RSA África do Sul   | 775                       | –                         |
| c                                                 | 102       | Fernando Verdasco                    | ESP Espanha         | 760                       | –                         |
| 53e                                               | 103       | Federico Coria                       | ARG Argentina       | 755                       | 3                         |
| 54                                                | 104       | Taro Daniel                          | JPN Japão           | 751                       | 3                         |
| 55                                                | 105       | Mikhail Kukushkin                    | KAZ Cazaquistão     | 740                       | 2                         |
| bc                                                | 106       | Pedro Martínez                       | ESP Espanha         | 736                       | –                         |
| 56                                                | 107       | Yūichi Sugita                        | JPN Japão           | 730                       | 4                         |
| Eu1                                               | 108       | Pedro Sousa                          | POR Portugal        | 718                       | 1                         |
| 57                                                | 109       | João Sousa                           | POR Portugal        | 714                       | 2                         |
| a                                                 | 110       | Dennis Novak                         | AUT Áustria         | 714                       | –                         |
| 58                                                | 111       | Daniel Elahi Galán                   | COL Colômbia        | 711                       | 1                         |
| Vagas Continentais                                |           |                                      |                     |                           |                           |
| Eu1                                               | 108       | Pedro Sousa                          | POR Portugal        | Ver Ranking Mundial acima | Ver Ranking Mundial acima |
| Af1                                               | 165       | Mohamed Safwat                       | EGY Egito           | 431                       | 1                         |
| As1                                               | 187       | Denis Istomin                        | UZB Uzbequistão     | 371                       | 1                         |
| Am1                                               | 206       | João Menezes                         | BRA Brasil          | 333                       | 2                         |
| Am2                                               | 232       | Tomás Barrios                        | CHI Chile           | 293                       | 1                         |
| Oc1                                               | 908       | Ajeet Rai                            | NZL Nova Zelândia   | 16                        | 1                         |
| Legado Medalhista de ouro / Campeão de Grand Slam |           |                                      |                     |                           |                           |
| L1                                                | 124       | Andy Murray                          | GBR Grã-Bretanha    | 640                       | 2                         |
| País-sede                                         |           |                                      |                     |                           |                           |
| H1                                                |           | Realocada para o ranking de entradas | JPN Japão           |                           |                           |

### Simples feminino
| 1                                                | 1         | Ashleigh Barty                       | AUS Austrália       | 8,245                     | 1                         |
| 2                                                | 2         | Naomi Osaka                          | JPN Japão           | 7,401                     | 1                         |
| a                                                | 3         | Simona Halep                         | ROU Romênia         | 6,330                     | –                         |
| 3                                                | 4         | Aryna Sabalenka                      | BLR Bielorrússia    | 6,195                     | 1                         |
| a                                                | 5         | Sofia Kenin                          | USA Estados Unidos  | 5,865                     | –                         |
| 4                                                | 6         | Elina Svitolina                      | UKR Ucrânia         | 5,835                     | 1                         |
| 5                                                | 7         | Bianca Andreescu                     | CAN Canadá          | 5,265                     | 1                         |
| a                                                | 8         | Serena Williams                      | USA Estados Unidos  | 4,931                     | –                         |
| 6                                                | 9         | Iga Świątek                          | POL Polônia         | 4,435                     | 1                         |
| 7                                                | 10        | Karolína Plíšková                    | CZE República Checa | 4,285                     | 1                         |
| 8                                                | 11        | Petra Kvitová                        | CZE República Checa | 4,115                     | 2                         |
| 9                                                | 12        | Belinda Bencic                       | SUI Suíça           | 4,080                     | 1                         |
| 10                                               | 13        | Garbiñe Muguruza                     | ESP Espanha         | 4,000                     | 1                         |
| 11                                               | 14        | Jennifer Brady                       | USA Estados Unidos  | 3,840                     | 1                         |
| 12                                               | 15        | Barbora Krejčíková                   | CZE República Checa | 3,733                     | 3                         |
| 13                                               | 16        | Victoria Azarenka                    | BLR Bielorrússia    | 3,696                     | 2                         |
| 14                                               | 17        | Elise Mertens                        | BEL Bélgica         | 3,685                     | 1                         |
| 15                                               | 18        | Maria Sakkari                        | GRE Grécia          | 3,480                     | 1                         |
| 16                                               | 19        | Anastasia Pavlyuchenkova             | RUS Rússia          | 3,300                     | 1                         |
| 17                                               | 20        | Kiki Bertens                         | NED Países Baixos   | 3,220                     | 1                         |
| 18e                                              | 21        | Elena Rybakina                       | KAZ Cazaquistão     | 3,043                     | 1                         |
| a                                                | 22        | Karolína Muchová                     | CZE República Checa | 2,876                     | –                         |
| 19                                               | 23        | Coco Gauff                           | USA Estados Unidos  | 2,780                     | 2                         |
| 20                                               | 24        | Ons Jabeur                           | TUN Tunísia         | 2,415                     | 1                         |
| b                                                | 25        | Petra Martić                         | CRO Croácia         | 2,360                     | –                         |
| 21                                               | 26        | Jessica Pegula                       | USA Estados Unidos  | 2,339                     | 3                         |
| 22                                               | 27        | Angelique Kerber                     | GER Alemanha        | 2,320                     | 1                         |
| a                                                | 28        | Madison Keys                         | USA Estados Unidos  | 2,306                     | –                         |
| 23                                               | 29        | Anett Kontaveit                      | EST Estônia         | 2,265                     | 1                         |
| 24                                               | 30        | Johanna Konta                        | GBR Grã-Bretanha    | 2,265                     | 1                         |
| 25                                               | 31        | Alison Riske                         | USA Estados Unidos  | 2,181                     | 4                         |
| 26                                               | 32        | Veronika Kudermetova                 | RUS Rússia          | 2,100                     | 2                         |
| 27e                                              | 33        | Paula Badosa                         | ESP Espanha         | 2,060                     | 2                         |
| 28                                               | 34        | Ekaterina Alexandrova                | RUS Rússia          | 1,940                     | 3                         |
| 29                                               | 35        | Daria Kasatkina                      | RUS Rússia          | 1,860                     | 4                         |
| a                                                | 36        | Zhang Shuai                          | CHN China           | 1,798                     | –                         |
| 30                                               | 37        | Dayana Yastremska                    | UKR Ucrânia         | 1,765                     | 2                         |
| As1                                              | 38        | Wang Qiang                           | CHN China           | 1,700                     | 1                         |
| c                                                | 39        | Svetlana Kuznetsova                  | RUS Rússia          | 1,692                     | –                         |
| Am1                                              | 40        | Nadia Podoroska                      | ARG Argentina       | 1,687                     | 1                         |
| 31                                               | 41        | Markéta Vondroušová                  | CZE República Checa | 1,686                     | 4                         |
| 32                                               | 42        | Yulia Putintseva                     | KAZ Cazaquistão     | 1,685                     | 2                         |
| 33                                               | 43        | Jeļena Ostapenko                     | LAT Letônia         | 1,680                     | 1                         |
| 34                                               | 44        | Magda Linette                        | POL Polônia         | 1,698                     | 2                         |
| a                                                | 45        | Sorana Cîrstea                       | ROU Romênia         | 1,614                     | –                         |
| c                                                | 46        | Shelby Rogers                        | USA Estados Unidos  | 1,558                     | –                         |
| a                                                | 47        | Tamara Zidanšek                      | SLO Eslovênia       | 1,550                     | –                         |
| 35                                               | 47PR(435) | Yaroslava Shvedova                   | KAZ Cazaquistão     | 107                       | 3                         |
| c                                                | 48        | Danielle Collins                     | USA Estados Unidos  | 1,529                     | –                         |
| 36                                               | 49        | Fiona Ferro                          | FRA França          | 1,500                     | 1                         |
| bc                                               | 50        | Marie Bouzková                       | CZE República Checa | 1,475                     | –                         |
| 37                                               | 51        | Zheng Saisai                         | CHN China           | 1,460                     | 2                         |
| a                                                | 52        | Jil Teichmann                        | SUI Suíça           | 1,460                     | –                         |
| 38                                               | 53        | Sara Sorribes Tormo                  | ESP Espanha         | 1,440                     | 3                         |
| 39                                               | 54        | Donna Vekić                          | CRO Croácia         | 1,440                     | 1                         |
| 40                                               | 55        | Laura Siegemund                      | GER Alemanha        | 1,428                     | 2                         |
| d                                                | 56        | Barbora Strýcová                     | CZE República Checa | 1,412                     | –                         |
| 41                                               | 57        | Anastasija Sevastova                 | LAT Letônia         | 1,405                     | 2                         |
| 42                                               | 58        | Rebecca Peterson                     | SWE Suécia          | 1,330                     | 1                         |
| 43                                               | 59        | Kristina Mladenovic                  | FRA França          | 1,320                     | 2                         |
| 44                                               | 60        | Danka Kovinić                        | MNE Montenegro      | 1,330                     | 1                         |
| b                                                | 61        | Patricia Maria Țig                   | ROU Romênia         | 1,264                     | –                         |
| b                                                | 62        | Hsieh Su-wei                         | TPE Taipé Chinês    | 1,263                     | –                         |
| 45                                               | 63        | Alizé Cornet                         | FRA França          | 1,240                     | 3                         |
| 46                                               | 64        | Alison Van Uytvanck                  | BEL Bélgica         | 1,235                     | 2                         |
| 47                                               | 65        | Marta Kostyuk                        | UKR Ucrânia         | 1,170                     | 3                         |
| 48                                               | 66        | Leylah Annie Fernandez               | CAN Canadá          | 1,159                     | 2                         |
| c                                                | 67        | Sloane Stephens                      | USA Estados Unidos  | 1,157                     | –                         |
| bc                                               | 68        | Ann Li                               | USA Estados Unidos  | 1,142                     | –                         |
| 49                                               | 68PR(138) | Carla Suárez Navarro                 | ESP Espanha         | 582                       | 4                         |
| bc                                               | 69        | Bernarda Pera                        | USA Estados Unidos  | 1,140                     | –                         |
| 50                                               | 70        | Heather Watson                       | GBR Grã-Bretanha    | 1,129                     | 2                         |
| 51                                               | 71        | Viktorija Golubic                    | SUI Suíça           | 1,126                     | 2                         |
| 52                                               | 72        | Ajla Tomljanović                     | AUS Austrália       | 1,110                     | 2                         |
| b                                                | 73        | Polona Hercog                        | SLO Eslovênia       | 1,106                     | –                         |
| 53                                               | 74        | Caroline Garcia                      | FRA França          | 1,100                     | 4                         |
| c                                                | 75        | Kateřina Siniaková                   | CZE República Checa | 1,085                     | –                         |
| 54                                               | 76        | Camila Giorgi                        | ITA Itália          | 1,080                     | 1                         |
| a                                                | 77        | Kaia Kanepi                          | EST Estônia         | 1,048                     | –                         |
| a                                                | 78        | Irina-Camelia Begu                   | ROU Romênia         | 1,044                     | –                         |
| c                                                | 79        | Amanda Anisimova                     | USA Estados Unidos  | 1,040                     | –                         |
| c                                                | 80        | Madison Brengle                      | USA Estados Unidos  | 1,025                     | –                         |
| 55                                               | 81        | Misaki Doi                           | JPN Japão           | 1,021                     | 2                         |
| c                                                | 82        | Anastasia Potapova                   | RUS Rússia          | 1,001                     | –                         |
| a                                                | 83        | Arantxa Rus                          | NED Países Baixos   | 1,001                     | –                         |
| 56                                               | 84        | Nao Hibino                           | JPN Japão           | 993                       | 3                         |
| Eu1                                              | 85        | Nina Stojanović                      | SRB Sérvia          | 983                       | 1                         |
| bc                                               | 86        | Varvara Gracheva                     | RUS Rússia          | 966                       | –                         |
| 57                                               | 87        | Jasmine Paolini                      | ITA Itália          | 958                       | 2                         |
| c                                                | 88        | Anna Blinkova                        | RUS Rússia          | 940                       | –                         |
| c                                                | 89        | Lauren Davis                         | USA Estados Unidos  | 930                       | –                         |
| bc                                               | 90        | Tereza Martincová                    | CZE República Checa | 910                       | –                         |
| 58                                               | 90PR(279) | Ivana Jorović                        | SRB Sérvia          | 240                       | 2                         |
| Vagas Continentaais                              |           |                                      |                     |                           |                           |
| As1                                              | 38        | Wang Qiang                           | CHN China           | Ver Ranking Mundial acima | Ver Ranking Mundial acima |
| Am1                                              | 40        | Nadia Podoroska                      | ARG Argentina       | Ver Ranking Mundial acima | Ver Ranking Mundial acima |
| Eu1                                              | 85        | Nina Stojanović                      | SRB Sérvia          | Ver Ranking Mundial acima | Ver Ranking Mundial acima |
| Af1                                              | 117       | Mayar Sherif                         | EGY Egito           | 696                       | 1                         |
| Am2                                              | 191       | Verónica Cepede Royg                 | PAR Paraguai        | 363                       | 1                         |
| Oc1                                              | 434       | Paige Hourigan                       | NZL Nova Zelândia   | 108                       | 1                         |
| Legado Medalhista de ouro / Campeã de Grand Slam |           |                                      |                     |                           |                           |
| L1                                               | 145       | Samantha Stosur                      | AUS Austrália       | 545                       | 3                         |
| País-sede                                        |           |                                      |                     |                           |                           |
| H1                                               |           | Realocada para o ranking de entradas | JPN Japão           |                           |                           |

### Duplas masculinas
| No.                   | RC*             | Jogador A       | Jogador A       | Jogador A             | Jogador B       | Jogador B       | Jogador B                   | CON                |
| No.                   | RC*             | RS†             | RD‡             | Nome                  | RS†             | RD‡             | Nome                        | CON                |
| Ranking mundial       | Ranking mundial | Ranking mundial | Ranking mundial | Ranking mundial       | Ranking mundial | Ranking mundial | Ranking mundial             | Ranking mundial    |
| --------------------- | --------------- | --------------- | --------------- | --------------------- | --------------- | --------------- | --------------------------- | ------------------ |
| 1                     | 3               | –               | 1               | Mate Pavić            | –               | 2               | Nikola Mektić               | CRO Croácia        |
| 2                     | 10              | 285             | 3               | Nicolas Mahut         | 87              | 7               | Pierre-Hugues Herbert       | FRA França         |
| 3                     | 9               | –               | 4               | Robert Farah          | –               | 5               | Juan Sebastián Cabal        | COL Colômbia       |
| 4                     | 71              | –               | 6               | Horacio Zeballos      | –               | 65              | Andrés Molteni              | ARG Argentina      |
| 5                     | 45              | –               | 8               | Ivan Dodig            | 37              | 235             | Marin Čilić                 | CRO Croácia        |
| 6                     | 250             | –               | 9               | Filip Polášek         | 254             | 241             | Lukáš Klein                 | SVK Eslováquia     |
| 7                     | 115             | –               | 10              | Joe Salisbury         | 124             | 105             | Andy Murray                 | GBR Grã-Bretanha   |
| Ranking Combinado     |                 |                 |                 |                       |                 |                 |                             |                    |
| 8                     | 26              | 2               | 237             | Daniil Medvedev       | 24              | 232             | Aslan Karatsev              | RUS Rússia         |
| 9                     | 31              | –               | 13              | Bruno Soares          | –               | 18              | Marcelo Melo                | BRA Brasil         |
| 10                    | 34              | 7               | 71              | Andrey Rublev         | 27              | 92              | Karen Khachanov             | RUS Rússia         |
| 11                    | 34              | 17              | 73              | Hubert Hurkacz        | –               | 17              | Łukasz Kubot                | POL Polônia        |
| 12                    | 38              | 9               | 191             | Matteo Berrettini     | 29              | 137             | Fabio Fognini               | ITA Itália         |
| 13                    | 41              | 462             | 14              | Wesley Koolhof        | 218             | 27              | Jean-Julien Rojer           | NED Países Baixos  |
| 14                    | 44              | –               | 19              | Neal Skupski          | 25              | 62              | Daniel Evans                | GBR Grã-Bretanha   |
| 15                    | 47              | 12              | 68              | Pablo Carreño Busta   | 35              | 220             | Alejandro Davidovich Fokina | ESP Espanha        |
| 16                    | 47              | 22              | 69              | Alex de Minaur        | –               | 25              | John Peers                  | AUS Austrália      |
| 17                    | 49              | 23              | 300             | Jannik Sinner         | 26              | 160             | Lorenzo Sonego              | ITA Itália         |
| 18                    | 51              | 6               | 112             | Alexander Zverev      | 45              | 56              | Jan-Lennard Struff          | GER Alemanha       |
| 19                    | 57              | 508             | 28              | Joran Vliegen         | 574             | 29              | Sander Gillé                | BEL Bélgica        |
| 20                    | 60              | 688             | 20              | Kevin Krawietz        | 1182            | 40              | Tim Pütz                    | GER Alemanha       |
| 21                    | 61              | –               | 15              | Michael Venus         | –               | 46              | Marcus Daniell              | NZL Nova Zelândia  |
| 22                    | 66              | –               | 30              | Oliver Marach         | –               | 36              | Philipp Oswald              | AUT Áustria        |
| 23                    | 73              | 16              | –               | Gaël Monfils          | 59              | 57              | Jérémy Chardy               | FRA França         |
| 24                    | 76              | –               | 11              | Rajeev Ram            | 65              | 198             | Frances Tiafoe              | USA Estados Unidos |
| Prioridade de Simples |                 |                 |                 |                       |                 |                 |                             |                    |
| 25                    | 76              | 407             | 33              | Luke Saville          | 43              | 251             | John Millman                | AUS Austrália      |
| 26                    | 78              | 39              | 49              | Alexander Bublik      | 856             | 39              | Andrey Golubev              | KAZ Cazaquistão    |
| 27                    | 87              | 21              | 81              | Félix Auger-Aliassime | 66              | 190             | Vasek Pospisil              | CAN Canadá         |
| 28                    | 107             | 11              | 139             | Diego Schwartzman     | 96              | 166             | Facundo Bagnis              | ARG Argentina      |
| 29                    | 118             | –               | 50              | Austin Krajicek       | 68              | 207             | Tennys Sandgren             | USA Estados Unidos |
| 30                    | 170             | 70              | 131             | Pablo Andújar         | 100             | 163             | Roberto Carballés Baena     | ESP Espanha        |
| 31°                   | 204             | 109             | 96              | João Sousa            | 108             | 316             | Pedro Sousa                 | POR Portugal       |
| Host                  |                 |                 |                 |                       |                 |                 |                             |                    |
| H1                    | 99              | –               | 42              | Ben McLachlan         | 57              | 815             | Kei Nishikori               | JPN Japão          |

↑*  Ranking combinado. O melhor ranking (Simples ou Duplas) do Jogador A é somado àquele do Jogador B para calcular o ranking combinado.
↑†  Ranking de simples.
↑‡  Ranking de duplas.

### Duplas femininas
| No.                   | RC*             | Jogadora A      | Jogadora A      | Jogadora A               | Jogadora B      | Jogadora B      | Jogadora B           | CON                 |
| No.                   | RC*             | RS†             | RD‡             | Nome                     | RS†             | RD‡             | Nome                 | CON                 |
| Ranking mundial       | Ranking mundial | Ranking mundial | Ranking mundial | Ranking mundial          | Ranking mundial | Ranking mundial | Ranking mundial      | Ranking mundial     |
| --------------------- | --------------- | --------------- | --------------- | ------------------------ | --------------- | --------------- | -------------------- | ------------------- |
| 1                     | 3               | 15              | 1               | Barbora Krejčíková       | 75              | 2               | Kateřina Siniaková   | CZE República Checa |
| 2                     | 38              | 358             | 1PR(141)        | Elena Vesnina            | 97              | 37              | Vera Zvonareva       | RUS Rússia          |
| 3                     | 77              | 59              | 3               | Kristina Mladenovic      | 74              | 125             | Caroline Garcia      | FRA França          |
| b                     |                 | 62              | 4               | Hsieh Su-Wei             |                 |                 |                      | TPE Taipé Chinês    |
| d                     |                 | 56              | 5               | Barbora Strycová         |                 |                 |                      | CZE República Checa |
| 4                     | 191             | 112             | 6               | Tímea Babos              | 185             | 223             | Réka Luca Jani       | HUN Hungria         |
| 5                     | 71              | 17              | 7               | Elise Mertens            | 64              | 100             | Alison Van Uytvanck  | BEL Bélgica         |
| 6                     | 20              | 4               | 8               | Aryna Sabalenka          | 16              | 55              | Victoria Azarenka    | BLR Bielorrússia    |
| 7                     | 32              | 1098            | 9               | Nicole Melichare         | 23              | 39              | Coco Gauff           | USA Estados Unidos  |
| 8                     | 104             | –               | 9PR(160)        | Sania Mirza              | 181             | 95              | Ankita Raina         | IND Índia           |
| 9                     | 30              | –               | 10              | Demi Schuurs             | 20              | 109             | Kiki Bertens         | NED Países Baixos   |
| Ranking Combinado     |                 |                 |                 |                          |                 |                 |                      |                     |
| 10                    | 35              | 435             | 14PR(868)       | Yaroslava Shvedova       | 21              | 154             | Elena Rybakina       | KAZ Cazaquistão     |
| 11                    | 36              | –               | 18              | Latisha Chan             | –               | 18              | Chan Hao-ching       | TPE Taipé Chinês    |
| 12                    | 39              | 269             | 13              | Bethanie Mattek-Sands    | 26              | 57              | Jessica Pegula       | USA Estados Unidos  |
| 13                    | 40              | 519             | 11              | Gabriela Dabrowski       | –               | 29              | Sharon Fichman       | CAN Canadá          |
| 14                    | 45              | 19              | 83              | Anastasia Pavlyuchenkova | 32              | 26              | Veronika Kudermetova | RUS Rússia          |
| 15                    | 51              | 10              | 68              | Karolina Plíšková        | 41              | 122             | Markéta Vondroušová  | CZE República Checa |
| 16                    | 58              | –               | 12              | Xu Yifan                 | 740             | 46              | Yang Zhaoxuan        | CHN China           |
| 17                    | 62              | 1               | 27              | Ashleigh Barty           | 149             | 61              | Storm Sanders        | AUS Austrália       |
| 18                    | 71              | 6               | 656             | Elina Svitolina          | 65              | 127             | Marta Kostyuk        | UKR Ucrânia         |
| 19                    | 76              | –               | 22              | Darija Jurak             | 54              | 174             | Donna Vekić          | CRO Croácia         |
| 20                    | 77              | 43              | 20              | Jeļena Ostapenko         | 57              | 209             | Anastasija Sevastova | LAT Letônia         |
| 21                    | 81              | 13              | 342             | Garbiñe Muguruza         | 68PR(138)       | 1321            | Carla Suárez Navarro | ESP Espanha         |
| 22                    | 81              | 725             | 38              | Duan Yingying            | 51              | 43              | Zheng Saisai         | CHN China           |
| 23                    | 83              | 12              | 133             | Belinda Bencic           | 71              | 124             | Viktorija Golubic    | SUI Suíça           |
| 24                    | 87              | 33              | 357             | Paula Badosa             | 54              | 70              | Sara Sorribes Tormo  | ESP Espanha         |
| 25                    | 87              | 55              | 33              | Laura Siegemund          | 109             | 54              | Anna-Lena Friedsam   | GER Alemanha        |
| 26                    | 91              | –               | 40              | Raluca Olaru             | 191             | 51              | Monica Niculescu     | ROU Romênia         |
| 27                    | 93              | 897             | 45              | Nadiia Kichenok          | –               | 48              | Lyudmyla Kichenok    | UKR Ucrânia         |
| Prioridade de Simples |                 |                 |                 |                          |                 |                 |                      |                     |
| 28                    | 100             | 30              | 219             | Johanna Konta            | 70              | 129             | Heather Watson       | GBR Grã-Bretanha    |
| 29                    | 112             | 49              | 629             | Fiona Ferro              | 63              | 172             | Alizé Cornet         | FRA França          |
| 30                    | 132             | 44              | 87              | Magda Linette            | –               | 88              | Alicja Rosolska      | POL Polônia         |
| 31                    | 136             | 229             | 50              | Ellen Perez              | 145             | 86              | Samantha Stosur      | AUS Austrália       |
| País-sede             |                 |                 |                 |                          |                 |                 |                      |                     |
| H1                    | 28              | 1354            | 14              | Shuko Aoyama             | 492             | 14              | Ena Shibahara        | JPN Japão           |

↑*  Ranking combinado. O melhor ranking (Simples ou Duplas) da Jogadora A é somado àquele da Jogadora B para calcular o ranking combinado.
↑†  Ranking de simples.
↑‡  Ranking de duplas.

### Duplas mistas
| No.               | RC*               | Jogador A         | Jogador A         | Jogador A         | Jogadora B        | Jogadora B        | Jogadora B        | CON               |
| No.               | RC*               | RS†               | RD‡               | Nome              | RS†               | RD‡               | Nome              | CON               |
| Ranking combinado | Ranking combinado | Ranking combinado | Ranking combinado | Ranking combinado | Ranking combinado | Ranking combinado | Ranking combinado | Ranking combinado |
| ----------------- | ----------------- | ----------------- | ----------------- | ----------------- | ----------------- | ----------------- | ----------------- | ----------------- |
| 1–15              |                   |                   |                   | TBD               |                   |                   | TBD               |                   |
| País-sede         |                   |                   |                   |                   |                   |                   |                   |                   |
| 16                |                   |                   |                   | TBD               |                   |                   | TBD               | JPN Japão         |

↑*  Ranking combinado. O melhor ranking (Simples ou Duplas) do Jogador A é somado àquele da Jogadora B para calcular o ranking combinado.
↑†  Ranking de simples.
↑‡  Ranking de duplas.